# H35-ös busz (Nyíregyháza)
A nyíregyházi H35-ös jelzésű autóbuszok a belvárosi autóbusz-állomás és a várostól délnyugatra fekvő, de közigazgatásilag Nyíregyházához tartozó Alsóbadúr, Polyákbokor és Felsősima szórványtelepülések között közlekednek, érintve más bokortanyákat is. A külterületi (H jelzésű) autóbuszvonalat Nyíregyháza autóbuszvonal-hálózatának részeként a Volánbusz üzemelteti.

## A H35-ös vonal mint rugalmas közlekedési rendszer
A vonal teljes szakaszán rugalmas közlekedési rendszert (más néven igényvezérelt közlekedési rendszert) vezettek be: a menetrendben meghirdetett járatok egy része kizárólag előzetes igénybejelentés esetén közlekedik az előzetesen regisztrált utasok számára.

## Története
A vonalat 2007. február 23-án vezették be.

## Járművek
A vonalon Iveco KAPENA típusú midibuszok közlekednek.

## Útvonal, útvonalváltozatok
Az autóbuszok egy három ágból (két autóbusz-fordulóból és egy hurokból) álló, a nyíregyházi Simai útra és annak folytatására felfűzött, fa alakú útvonal meghatározott részén közlekednek.
A H35-ös buszok menetrendjében – három menetrendváltozattal – az alábbi két útvonalváltozatot hirdették meg:
| 1. | 2–3. |
| --- | --- |
| Autóbusz-állomás – Széchenyi utca – Szarvas utca – Móricz Zsigmond utca – Simai út – szakaszhatár –   | |
| Simai út és folytatása –                                                                              | Simai út és folytatása – alsóbadúri ág – a Simai út folytatása – polyákbokori ág – a Simai út folytatása – |
| felsősimai hurok (Cimbalom utca – Hosszúháti út)                                                      | |
| Jelmagyarázat                                                                                         | |
| Á: Autóbusz-állomás B: Alsóbadúr autóbusz-forduló P: Polyákbokor autóbusz-forduló F: felsősimai hurok | |
| menetrend szerinti közlekedés nem érintett vonalszakasz                                               | |

## Megállóhelyek
A H35-ös jelzésű autóbuszok 2011. január 3-án az alábbi megállóhelyeket, térségeket érintették:
| sz.           | megállóhely neve                                                                                       | menetidő (perc) | szakasz                                                                |
| ------------- | --- | --------------- | ---------------------------------------------------------------------- |
| 1             | Autóbusz-állomás                                                                                       | –               | belterületi közös szakasz                                              |
| 2             | Szarvas utca 13.                                                                                       | 3               | belterületi közös szakasz                                              |
| 3             | Szarvas utca 76.                                                                                       | 4               | belterületi közös szakasz                                              |
| 4             | Almatároló                                                                                             | 5               | belterületi közös szakasz                                              |
| 5             | Patyolat Kft.                                                                                          | 6               | belterületi közös szakasz                                              |
| 6             | Fűszerbolt                                                                                             | 7               | belterületi közös szakasz                                              |
|               | |                 |                                                                        |
| 7             | Bokréta utca                                                                                           | 8               | külterületi közös szakasz – Simai út                                   |
| 8             | Simai út 40.                                                                                           | 9               | külterületi közös szakasz – Simai út                                   |
| 9             | Alsóbadúri elágazás                                                                                    | 10              | külterületi közös szakasz – Simai út                                   |
| 10–22         | Érintve: Alsóbadúr, iskola, Mandabokor, Kordovánbokor, Bálintbokor                                     | 11–25           | alsóbadúri ág csak igény esetén                                        |
| 23–25         | (Alsóbadúri elágazás) Lóczibokor, bejárati út Polyákbokori elágazás                                    | 26–28           | közös szakasz – Simai út / Szélsőbokor / Újtelekbokor / Nyíregyházi út |
| 26–30         | Érintve: Újtelekbokori bejárati út, Polyákbokor, iskola                                                | 29–33           | polyákbokori ág csak igény esetén                                      |
| 31–35         | (Polyákbokori elágazás) Újtelekbokor, autóbusz-váróterem Simapuszta Felsősima, Cimbalom u 4. Felsősima | 34–39           | közös szakasz – felsősimai hurok                                       |
| Jelmagyarázat | |                 |                                                                        |
| szakaszhatár  | |                 |                                                                        |